# Ruth Glass
Ruth Glass (née Ruth Adele Lazarus le 30 juin 1912 à Berlin et morte le 7 mars 1990 dans le borough londonien de Sutton) est une sociologue britannique d'origine juive allemande, à l'origine du concept de gentrification. Son ouvrage le plus connu est London: Aspects of Change (Londres : aspects du changement), étudiant dans les années 1960 les processus par lesquels les populations les moins favorisées de Londres étaient chassées de certains quartiers tandis que s'y créaient de véritables ghettos de la classe aisée.